# Kienlesbergbrücke
Die Kienlesbergbrücke ist eine Stahlbrücke in Ulm, Baden-Württemberg. Die 270 Meter lange Brücke wurde im Zuge des Neubaus der Linie 2 der Straßenbahn Ulm erbaut und 2018 in Betrieb genommen. In Anlehnung an die nebenan verlaufende, denkmalgeschützte Neutorbrücke wurde die Brücke im Fachwerksdesign gebaut. Durch die Mischung aus Fachwerk und Vierendeelträger erhält der stählerne Hohlkasten des Längsträgers die statisch notwendige Bauhöhe.

## Lage
Die Brücke liegt im Ulmer Stadtteil Stadtmitte und überquert den Nordkopf des Ulmer Hauptbahnhofes, inklusive der Neubaustrecke Wendlingen–Ulm, der Filstalbahn und der Bahnstrecke Aalen–Ulm. Das nördliche Widerlager befindet sich am Hang des namengebenden Kienlesberges.

## Nutzung
Befahren wird die Brücke im Planverkehr lediglich von Zügen der Straßenbahnlinie 2, im Störungs- und Umleitungsbetrieb ist auch eine Befahrbarkeit durch Omnibusse möglich. An der südlichen Brückenseite existiert ein Betriebsweg, der jedoch für den Fuß- und Radverkehr freigegeben ist.

## Besonderheiten
Nach Inbetriebnahme der Neubaustrecke Wendlingen–Ulm wird künftig an dieser Stelle Bahnbetrieb auf vier Ebenen stattfinden.
Die Breite der Brücke variiert, so dass der Gehweg an einzelnen Stellen Ausbuchtungen hat, von diesen aus können Fußgänger einen Ausblick über die Bahnanlagen werfen. In den Fachwerkstrukturen sind Sitzbänke verbaut. Nachts wird die Brücke indirekt beleuchtet. Insbesondere durch diese Beleuchtung, den Blick auf das Ulmer Münster und die besondere Architektursprache der Brücke selbst sowie der nebenan liegenden Neutorbrücke bietet die Kienlesbergbrücke ein beliebtes Motiv.
Die vom Londoner Büro Knight Architects entworfene Brücke wird von Seiten des Ulmer Oberbürgermeisters, sowie zahlreichen anderen Lokalpolitikern, als die „schönste Straßenbahnbrücke Ulms, Deutschlands, Europas und der ganzen Welt“ angesehen.
Die Kienlesbergbrücke wurde 2020 mit dem Deutschen Ingenieurbaupreis und dem Hugo-Häring-Preis ausgezeichnet.